# Debye (eenheid)
De praktische eenheid debye (symbool D) is een eenheid voor het elektrisch dipoolmoment, en wordt gedefinieerd als 1 × 10−18 Fr·cm. De debye komt niet voor in het SI-stelsel. De eenheid komt uit het elektrostatische eenhedenstelsel (e.s.e.) en is vernoemd naar de Nederlands-Amerikaanse natuurkundige Peter Debye.

## Achtergrond
De Debye-eenheid kan men zich als volgt voorstellen: het dipoolmoment van twee even grote maar tegengestelde ladingen van ieder 1 × 10−10 statcoulomb met een tussenafstand van 10−8 cm. Deze afstand is van de orde van grootte van atomaire afstanden in moleculen: 1 Å = 10−10 m.
Het dipoolmoment wordt gedefinieerd als
{\displaystyle \mathbf {p} =q\,\mathbf {r} }
zodat
1 debye = 10−10 · 10−8 Fr·cm = 1 × 10−18 Fr·cm
In het e.s.e. is de grootte van de elementaire lading gelijk aan 4,803201 × 10−10 Fr.

## SI-waarde
In SI-eenheden uitgedrukt komt 1 debye op ongeveer 3,33564 × 10−30 C·m.

## Toepassing
Dipoolmomenten voor eenvoudige moleculen zijn van de orde van grootte van 0 - 11 D. Een symmetrisch homoatomair molecuul als chloor Cl2 heeft geen dipoolmoment (0 D) terwijl een sterk ionaire verbinding als gasvormig kaliumbromide (KBr) een dipoolmoment van 10,5 D heeft.
De debye wordt nog gebruikt in atoomfysica en scheikunde omdat de SI-eenheden onhandig groot zijn, vooral omdat de kleinste SI-prefix 10−24 (yocto) is. Merk op dat het SI niet toestaat om prefixen voor beide leden van een samengestelde eenheid te plaatsen, zodat er heden geen bevredigende oplossing is voor dit notatieprobleem.